# Дубовицы (Шимский район)
Дубовицы — деревня в Шимском районе Новгородской области в составе Шимского городского поселения.

## География
Находится в западной части Новгородской области на расстоянии приблизительно 9 км на северо-восток по прямой от районного центра поселка Шимск.

## История
Была отмечена на карте 1942 года.

## Население
Численность населения: 10 человек (русские 100 %) в 2002 году, 7 в 2010.